# Spezia Calcio
Spezia Calcio, zkráceně jen Spezia, je italský fotbalový klub hrající v sezóně 2024/25 v 2. italské fotbalové lize sídlící ve městě La Spezia v regionu Ligurie. 
Klub byl založen v roce 2008 jako Associazione Sportiva Dilettantistica Spezia Calcio 2008, když původní klub ohlásil bankrot. Přebral tak historickou tradici z roku 1906, kdy byl založen Sport Club Spezia.
Největší úspěch je vítězství neoficiálního mistrovství v roce 1944, dosažen klubem VV.FF.Spezia. Tento úspěch byl oficiálně uznán FIGC jako čestný titul v roce 2002. V Serii A je nejlepší úspěch 15. místo v sezoně 2020/21.

## Změny názvu klubu
- - 1906/07 – 1910/11 – SC Spezia (Sport Club Spezia)
  - 1911/12 – 1935/36 – Spezia FBC (Spezia Foot Ball Club)
  - 1935/36 – 1953/54 – AC Spezia (Associazione Calcio Spezia)
  - 1954/55 – 1985/86 – FC Spezia 1906 (Football Club Spezia 1906)
  - 1986/87 – 1994/95 – AC Spezia (Associazione Calcio Spezia)
  - 1995/96 – 2004/05 – Spezia Calcio (Spezia Calcio)
  - 2005/06 – 2007/08 – Spezia Calcio 1906 (Spezia Calcio 1906)
  - 2008/09 – ASD Spezia Calcio 2008 (Associazione Sportiva Dilettantistica Spezia Calcio 2008)
  - 2009/10 – Spezia Calcio (Spezia Calcio)

## Získané trofeje

### Vyhrané domácí soutěže
- 2. italská liga (2×)

1925/26, 1928/29
- 3. italská liga (3×)

1935/36, 2005/06, 2011/12
- 4. italská liga (3×)

1957/58, 1965/66, 1999/00

## Soupiska
Aktuální k 23. 2. 2023
| Číslo |             | Pozice | Hráč                     |
| ----- | ----------- | ------ | ------------------------ |
| 1     | Nizozemsko  | B      | Jeroen Zoet              |
| 2     | Švédsko     | O      | Emil Holm                |
| 4     | Wales       | O      | Ethan Ampadu             |
| 5     | Portugalsko | O      | João Moutinho            |
| 6     | Maroko      | Z      | Mehdi Bourabia           |
| 7     | Itálie      | O      | Jacopo Sala              |
| 8     | Švédsko     | Z      | Albin Ekdal              |
| 10    | Itálie      | Ú      | Daniele Verde            |
| 11    | Ghana       | Ú      | Emmanuel Gyasi (kapitán) |
| 13    | Polsko      | O      | Arkadiusz Reca           |
| 14    | Uzbekistán  | Ú      | Eldor Shomurodov         |
| 16    | Dánsko      | Z      | Julius Beck              |
| 18    | Angola      | Ú      | M'Bala Nzola             |
| 19    | Lotyšsko    | Ú      | Raimonds Krollis         |
| 20    | Itálie      | Z      | Simone Bastoni           |

| Číslo |                     | Pozice | Hráč                  |
| ----- | ------------------- | ------ | --------------------- |
| 21    | Španělsko           | O      | Salvador Ferrer       |
| 22    | Itálie              | B      | Federico Marchetti    |
| 24    | Ukrajina            | Z      | Viktor Kovalenko      |
| 25    | Itálie              | Z      | Salvatore Esposito    |
| 27    | Francie             | O      | Kelvin Amian          |
| 29    | Itálie              | O      | Mattia Caldara        |
| 30    | Itálie              | Ú      | Daniel Maldini        |
| 33    | Kolumbie            | Z      | Kevin Agudelo         |
| 39    | Francie             | Z      | Aurélien Nguiamba     |
| 40    | Bosna a Hercegovina | Ú      | Petar Zovko           |
| 43    | Řecko               | O      | Dīmītrīs Nikolaou     |
| 55    | Polsko              | O      | Przemysław Wiśniewski |
| 69    | Polsko              | B      | Bartłomiej Drągowski  |
| 72    | Slovinsko           | Z      | Tio Cipot             |
| 77    | Polsko              | Z      | Szymon Żurkowski      |
|       | Česko               | O      | Aleš Matějů           |

## Historie
Klub byl založen 10. října 1906 švýcarským obchodníkem Hermannem Hurnim spolu s krajany jako Sport Club Spezia. Fotbal se začal hrát až v roce 1911. Nejvyšší soutěž začal hrát již v sezoně 1920/21. Do konce 2. světové války hrál ve  druhé lize. V roce 1944 vyhrál neoficiální mistrovství, dosažené klubem VV.FF.Spezia. Tento úspěch byl oficiálně uznán FIGC jako čestný titul v roce 2002.. V roce 1954 když klub hrál v regionální lize se rozhodl spojit se s klubem Arsenal Spezia který hrál o stupeň vyšší ligu. Klub se přejmenoval na Football Club Spezia 1906. 
Po sezoně 2007/08 klub zanikl kvůli velkým finančním problémům. Dne 17. července 2008 byl založen nový klub z názvem Spezia Calcio a začal hrát v páté lize. Do druhé ligy postoupil na sezonu 2012/13 a do nejvyšší ligy postouil po vítězném play off v sezoně 2019/20. Serii A hrál tři sezony po sobě a nejlepšího umístění bylo 15. místo v sezoně 2020/21.

## Účast v ligách
| Úroveň soutěže | Název soutěže (nynější název) | První hraná sezona | Poslední hraná sezona | celkem odehraných sezon |
| -------------- | ----------------------------- | ------------------ | --------------------- | ----------------------- |
| 1              | Serie A                       | 1921/22            | 2022/23               | 7                       |
| 2              | Serie B                       | 1925/26            | 2024/25               | 33                      |
| 3              | Serie C                       | 1935/36            | 2011/12               | 40                      |
| 3              | Serie D                       | 1957/58            | 2009/10               | 19                      |
| 5              | Eccellenza                    | 2008/09            | 2008/09               | 1                       |

Historická tabulka Serie A od sezony 1929/30 do 2023/24.
| Celkové místo | Odehraných sezon | Celkem bodů | Celkem zápasů | Celkem výher | Celkem remíz | Celkem proher | Celkové skore |
| ------------- | ---------------- | ----------- | ------------- | ------------ | ------------ | ------------- | ------------- |
| 55            | 3                | 106         | 114           | 25           | 31           | 58            | 124:205       |

## Fotbalisté

### Historické statistiky
| Počet utkání | Počet utkání      | Počet utkání |  | Počet branek | Počet branek          | Počet branek |
| Pořadí       | Jméno             | Počet        |  | Pořadí       | Jméno                 | Počet        |
| 1.           | Osvaldo Motto     | 447          |  | 1.           | Giovanni Costa        | 81           |
| 2.           | Giampaolo Bonanni | 414          |  | 2.           | Giovanni Costanzo     | 65           |
| 3.           | Gianni Zennaro    | 387          |  | 3.           | Massimiliano Guidetti | 64           |
| 4.           | Giorgio Giulietti | 286          |  | 4.           | Giovanni Bermone      | 53           |
| 5.           | Pasquale Farina   | 272          |  | 5.           | Gino Rossetti         | 47           |

### Rekordní přestupy
| Nákup  | Nákup                 | Nákup     | Nákup    | Nákup         |  | Prodej | Prodej          | Prodej    | Prodej      | Prodej         |
| Pořadí | Jméno                 | sezona    | klub     | částka        |  | Pořadí | Jméno           | sezona    | klub        | částka         |
| 1.     | Janis Antiste         | 2021/2022 | Toulouse | 4,6 mil. Euro |  | 1.     | Jakub Kiwior    | 2022/2023 | Arsenal     | 25 mil. Euro   |
| 2.     | Przemysław Wiśniewski | 2022/2023 | Benátky  | 4 mil. Euro   |  | 2.     | M'Bala Nzola    | 2023/2024 | Fiorentina  | 10 mil. Euro   |
| 3.     | Kelvin Amian          | 2021/2022 | Toulouse | 3,9 mil. Euro |  | 3.     | David Okereke   | 2019/2020 | Bruggy      | 8,16 mil. Euro |
| 4.     | Arkadiusz Reca        | 2022/2023 | Atalanta | 3,9 mil. Euro |  | 4.     | Janis Antiste   | 2022/2023 | Sassuolo    | 5,68 mil. Euro |
| 5.     | Dīmītrīs Nikolaou     | 2021/2022 | Empoli   | 3,5 mil. Euro |  | 5.     | Giulio Maggiore | 2022/2023 | Salernitana | 4,5 mil. Euro  |

### Na velkých turnajích

#### Účastníci Mistrovství světa
- Ethan Ampadu (MS 2022)
- Jakub Kiwior (MS 2022)

#### Účastník Mistrovství Evropy
- Ádám Nagy (ME 2024)

#### Vítěz Olympijských her
- Luigi Scarabello (OH 1936)

### Česká stopa
- Ondřej Herzán (2008)
- Aleš Matějů (od 2024)